# Sara Balzer
Sara Balzer (n. 3 aprilie 1995, Strasbourg, Franța) este o scrimeră franceză, medaliată olimpică. A participat la două ediții ale Jocurilor Olimpice (2020, 2024) în care a câștigat două medalii de argint.